# Манакін-стрибун
Манакін-стрибун (Tyranneutes) — рід горобцеподібних птахів родини манакінових (Pipridae). Включає 2 види.

## Назва
Назва роду Tyranneutes походить з грецького слова tyranneuō, що означає «бути тираном».

## Поширення
Манакіни-стрибуни поширені у вологих лісах Амазонії та Гвіанського щита в Південій Америці. Обидва види є повністю алопатричними (їх ареали розділені великими річками).

## Опис
Невеликі птахи, завдовжки близько 7,8-8 см, з короткими хвостами. Це темні, непомітні птахи, найбільш відомі завдяки пісням самців.

## Види
- Манакін-стрибун карликовий (Tyranneutes stolzmanni)
- Манакін-стрибун крихітний (Tyranneutes virescens)